# Río Polcura
Río Polcura är ett vattendrag i Chile.   Det ligger i regionen Región del Biobío, i den södra delen av landet, 400 km söder om huvudstaden Santiago de Chile.
I omgivningen kring Río Polcura växer i huvudsak blandskog. Området är mycket glesbefolkat, med 2 invånare per kvadratkilometer.